# Jon Ekstrand
Jon Petter Ekstrand (* 14. Dezember 1976 in Tumba) ist ein schwedischer Komponist und Tontechniker.

## Karriere
Neben seiner Ausbildung an der Stockholmer Filmschule war Ekstrand auch Tilliander-Stipendiat. Mit Bokseren von Daniél Espinosa durfte sich Ekstrand 2003 zum ersten Mal als Komponist beweisen. Es folgten Filme wie Babylonsjukan,  Alles außer Liebe  und Easy Money – Spür die Angst. Für seine Komposition in Königin wurde er 2020 mit dem dänischen Filmpreis Robert für die Beste Filmmusik ausgezeichnet.

## Filmografie (Auswahl)
- 2003: Bokseren
- 2004: Babylonsjukan
- 2007: Alles außer Liebe (Uden for kærligheden)
- 2007: Leo
- 2009: Meine Braut, meine besten Freunde und ich (Äntligen midsommar)
- 2010: Easy Money – Spür die Angst (Snabba Cash)
- 2010–2013: Sebastian Bergman – Spuren des Todes (Den fördömde, Fernsehreihe, vier Folgen)
- 2012: Agent Hamilton – Im Interesse der Nation (Hamilton – I nationens intresse)
- 2012: Agent Hamilton 2 – In persönlicher Mission (Hamilton: Men inte om det gäller din dotter)
- 2012: Easy Money 2: Mach sie fertig (Snabba cash II)
- 2015: Kind 44 (Child 44)
- 2017: Borg/McEnroe
- 2017: Life
- 2018: Stell dir vor, du müsstest fliehen (Jimmie)
- 2019: Königin (Dronningen)
- 2020: Horizon Line
- 2020: Hidden Agenda (Top Dog, Fernsehserie)
- 2020: Ich bin Greta (Greta)
- 2021: Die Königin des Nordens (Margrete den første)
- 2022: Der Anruf (All the Old Knives)
- 2022: Morbius
- 2023: Motståndaren
- 2024: Madame Luna
- 2024: Die Wärterin (Vogter)
- 2024: Der Helicopter Coup (Helikopterrånet, Fernsehserie)